# شريده سعد جبران الكعبي
شريده سعد جبران الكعبي سياسي ودبلوماسي قطري سابق. ولد عام 1943م، التحق بالعمل في وزارة الخارجية عام 1974، وشغل منصب سفير في عدد من الدول وأهمها بريطانيا، الهند، ومصر، كما انه عمل وكيلاً في وزارة العمل والشؤون الاجتماعية والإسكان في دولة قطر، كما كان عضواً في الهيئة الإستشارية لرؤساء دول مجلس التعاون الخليجي وعضو نشط في رابطة رجال الأعمال القطريين وغرفة قطر للتجارة والصناعة، شارك في عدد من المؤتمرات والمحافل العربية والدولية، بالأضافة لكونه عضواً في اللجنة التي صاغت الدستور الجديد لدولة قطر، يشغل منصب الرئيس التنفيذي لشركة البلاغ للتجارة والمقاولات.

## المؤهلات العلمية
- درس في كلية الحقوق بجامعة بيروت العربية
- حضر عدة دورات تدريبية في مجال الإدارة الوسطى وا العليا[2]

## الخبرات العملية
- عمل موظف بشركة قطر للبترول وتقلد عدد من الوظائف الإدارية المختلفة في الفترة 1958-1974م
- عمل أول سفيرا لدولة قطر لدي جمهورية الهند في الفترة 1974-1976م
- عمل سفيرا لدولة قطر لدي جمهرية مصر العربية في الفترة 1977-1978م
- عمل سفيرا لدولة قطر بجامعة الدولة العربية في تونس في الفترة 1978-1980م
- عمل سفيرا لدولة قطر لدي المملكة المتحدة في الفترة 1980-1989م[3]
- عمل وكيلا لوزارة العمل والإسكان في الفترة 1989-1995م
- عمل عضو الهيئة الاستشارية الرؤساء دول مجلس التعاون الخليجي في الفترة 1997-2006
- حصل على جائزة مجلس التعاون للتميز في مجال رجال الأعمال في الفترة 2015م
- شارك في العديد من المؤتمرات الدولية والعربية والإقليمية
- تقاعد عام 2000م